# بزدنا (تاتارستان)
بزدنا (انگلیسی: Bezdna) یک رودخانه در تاتارستان کشور روسیه است.